# Emblema da Macedônia do Norte

Atual emblema da Macedônia do Norte.

Emblema da Macedônia (1991-2009).

O emblema da Macedônia do Norte é um dos símbolos oficiais da Macedônia do Norte.

## Descrição
Seu desenho é composto por duas guirlandas curvadas com espigas de trigo, folhas de tabaco e brotos de papoula, amarrados por uma faixa decorada com um bordado tradicional da Macedônia do Norte. No centro da estrutura ovalada estão representados uma montanha (o monte Korab), um rio (rio Vardar), um lago (lago Ohrid) e o nascer do Sol. Na versão do emblema utilizada até 2009, havia no alto uma estrela vermelha com cinco pontas, simbolizando o comunismo. É dito que toda a composição tem a intenção de representar "a maior riqueza do nosso país, nossa luta e nossa liberdade". O desenho e a composição na íntegra imitam a estampa do emblema da República Federal Socialista da Iugoslávia, por sua vez, baseado no emblema da União Soviética, e não há raízes históricas na heráldica tradicional ou nas tradições macedônicas.
O emblema foi adotado em 27 de julho de 1946, pela Assembleia Popular da Iugoslávia da República Popular da Macedônia (mais tarde a República Socialista da Macedônia), e permaneceu em uso após a independência do país da República Socialista Federal da Iugoslávia, em 1991.
A Macedônia do Norte é um país predominantemente montanhoso, contudo a montanha não representa alguma específica, como no brasão de armas da Eslovênia.
Esforços para atualizar o emblema têm falhado, devido a disputas políticas e nacionais contra possíveis trocas. Uma proposta foi apresentada em 1992 para substituir o emblema atual por um leão dourado em um escudo vermelho, um símbolo heráldico antigo que foi popular entre várias gerações dos reformistas e movimentos revolucionários como a Organização Revolucionária Interna da Macedônia na região da Macedônia desde a metade do século XIX. Porém, esta foi rejeitada por três motivos principais:
- Vários partidos políticos, notavelmente o VMRO-DPMNE, já usam o emblema como símbolo partidário;
- Macedônios de origem albanesa rejeitaram o emblema pelo motivo de só representar os Macedônios Eslavos, em vez da nação como um todo;
- O símbolo histórico nacional e o brasão de armas da vizinha Bulgária destacam um leão rampante dourado sob um escudo vermelho. A relação com a Bulgária num passado próximo é, ainda, um assunto controverso para a opinião pública macedônia.

Por causa desses problemas, os partidos macedônios concordaram em continuar usando o emblema já existente até que uma solução seja encontrada. Por algum tempo, o emblema não apareceu nos passaportes do país, contudo, em 2007, o emblema não-modificado dos tempos da República Socialista Iugoslava da Macedônia foi reproduzido nos novos passaportes macedônios, enquanto o debate parlamentar sobre a aceitação de um novo emblema continua.